# Get What You Deserve
Get What You Deserve šesti je studijski album njemačkog thrash metal sastava Sodom. Album je objavljen 10. siječnja 1994. godine, a objavila ga je diskografska kuća Steamhammer/SPV.
Na uratku je grupa eksperimentirala s hardcore punkom, što se nije svidjelo ni kritičarima ni obožavateljima. 
Postoje dvije inačice omota albuma, prva pokazuje ubijenog čovjeka na krevetu, a druga, koja se pojavila na ponovnom izdanju albuma, jednostavno prikazuje članove skupine.

## Popis pjesama
| 1. | »Get What You Deserve« | 3:44 |
| 2. | »Jabba the Hut«        | 2:29 |
| 3. | »Jesus Screamer«       | 1:42 |
| 4. | »Delight in Slaying«   | 2:40 |
| 5. | »Die Stumme Ursel«     | 3:47 |
| 6. | »Freaks of Nature«     | 2:07 |
| 7. | »Eat Me«               | 3:22 |
| 8. | »Unbury the Hatchet«   | 2:28 |

| Strana B | Strana B                              | Strana B | Strana B | Strana B | Strana B | Strana B | Strana B | Strana B | Strana B |
| Br.      | Skladba                               | Trajanje |          |          |          |          |          |          |          |
| -------- | ------------------------------------- | -------- | -------- | -------- | -------- | -------- | -------- | -------- | -------- |
| 9.       | »Into Perdition«                      | 2:45     |          |          |          |          |          |          |          |
| 10.      | »Sodomized«                           | 2:43     |          |          |          |          |          |          |          |
| 11.      | »Fellows in Misery«                   | 2:18     |          |          |          |          |          |          |          |
| 12.      | »Tribute to Moby Dick« (instrumental) | 4:21     |          |          |          |          |          |          |          |
| 13.      | »Silence Is Consent«                  | 2:30     |          |          |          |          |          |          |          |
| 14.      | »Erwachet«                            | 2:17     |          |          |          |          |          |          |          |
| 15.      | »Gomorrah«                            | 2:19     |          |          |          |          |          |          |          |
| 16.      | »Angel Dust« (obrada Venoma)          | 2:39     |          |          |          |          |          |          |          |
| 44:13    |                                       |          |          |          |          |          |          |          |          |

## Zasluge
- Tom Angelripper – bas-gitara, glavni vokali, tekstovi
- Andy Brings – gitara, prateći vokali, tekstovi
- Atomic Steif – bubnjevi

Dodatni glazbenici
- Maria Palmigiano – prateći vokali (na pjesmi 11)

Ostalo osoblje
- Wolf G. Stach – producent, inženjer zvuka
- René Bonsink – fotografija
- Oliver Große-Pawig – pomoćnik inženjera zvuka